# Aptuca
Aptuca (łac. Diocesis Aptucensis) – stolica historycznej diecezji w Cesarstwie rzymskim w prowincji Afryka Prokonsularna, sufragania metropolii Kartagina. Współcześnie w Tunezji. Obecnie katolickie biskupstwo tytularne.

## Biskupi tytularni
| Lp. | Biskup                | Funkcja                                       | Od               | Do               |
| --- | --------------------- | --------------------------------------------- | ---------------- | ---------------- |
| 1   | Alfonso Niehues       | arcybiskup koadiutor Florianópolis (Brazylia) | 3 sierpnia 1965  | 18 maja 1967     |
| 2   | Alois Stöger          | biskup pomocniczy Sankt Pölten (Austria)      | 3 lipca 1967     | 12 grudnia 1999  |
| 3   | Richard Malone        | biskup pomocniczy Bostonu (USA)               | 27 stycznia 2000 | 10 lutego 2004   |
| 4   | Andrews Thazhath      | biskup pomocniczy Trichur (Indie)             | 18 marca 2004    | 22 stycznia 2007 |
| 5   | Reinhard Pappenberger | biskup pomocniczy Ratyzbony (Niemcy)          | 6 lutego 2007    |                  |